# Marja-Liisa Völlers
Marja-Liisa Völlers (nascida em 28 de setembro de 1984) é uma professora alemã e política do Partido Social Democrata (SPD) que actua como membro do Bundestag pelo estado da Baixa Saxónia desde 2017.

## Carreira política
Völlers tornou-se membro do Bundestag em 2017, quando sucedeu a Carola Reimann, que havia renunciado ao cargo. Ela é membro da Comissão de Saúde e da Comissão de Educação, Pesquisa e Avaliação Tecnológica, onde actua como relatora do seu grupo parlamentar sobre digitalização e inclusão.